# Phytomyza isais
Phytomyza isais este o specie de muște din genul Phytomyza, familia Agromyzidae, descrisă de Erich Martin Hering în anul 1937.
Este endemică în Polonia. Conform Catalogue of Life specia Phytomyza isais nu are subspecii cunoscute.